# Народ (лист)
Народ је "лист југословенског братства" који је кратко излазио у Сомбору. Изашло је три боја листа у периоду од 9. до 23. децембра 1932. године. Одговорни уредник листа био је Матија Колар.

## Историјат
Лист је покренут с племенитим циљем да "уместо мржње" проповеда "љубав и братско разумевање", у Сомбору 9. децембра 1932. године. "Лист југословенског братства" је назван Народ.
Лист је редигован у духу шестојануарске идеологије, а био је прожет и хришћанским идеализмом. Уочи Божића лист је донео текстве који су позивали на хуманост и човечност код грађанства.
Лист је штампан ћирилицом и латиницом, да би привукао и Хрвате и Србе.
Као и судбина већине листова који су излазили у том периоду и судбина листа Народ била иста. Није могао да се одржи.

### Место и време издавања
Сомбор, од 9. до 23. децембра 1932. године – изашло три броја.

### Штампарија
Народ је штампан у штампарији "Југословенска штампарија" у Сомбору.

## Главни  уредник
Одговорни уредник листа био је Матија Колар. Колар се као адвокат бавио и питањима правног поретка. Залагао се за доношење јединственог закона, посебно о општинама.